# Versnellingsmechaniek
Een versnelling is een mechanische constructie die een bepaalde kracht-armverhouding kan omzetten in nuttigere kracht-armverhoudingen. Deze constructie wordt vooral gebruikt in fietsen, auto's en andere transportmiddelen.

## Doel
Een versnelling heeft als functie de aangeboden kracht van een persoon (in het geval van een fiets) of een motor (in het geval van bijvoorbeeld een auto en boot) om te zetten in een kracht die past bij de huidige snelheid van het vervoermiddel in kwestie.
Zowel mens als motor hebben bepaalde draai- of trapsnelheden waarbij een optimale kracht geleverd kan worden waardoor er optimaal gepresteerd wordt. Om zo dicht mogelijk bij de aandrijfsnelheden te blijven, wordt de versnelling gebruikt als een mechanische overbrenging van de geleverde kracht aan de wielen van een voertuig.

## Uitvoeringen

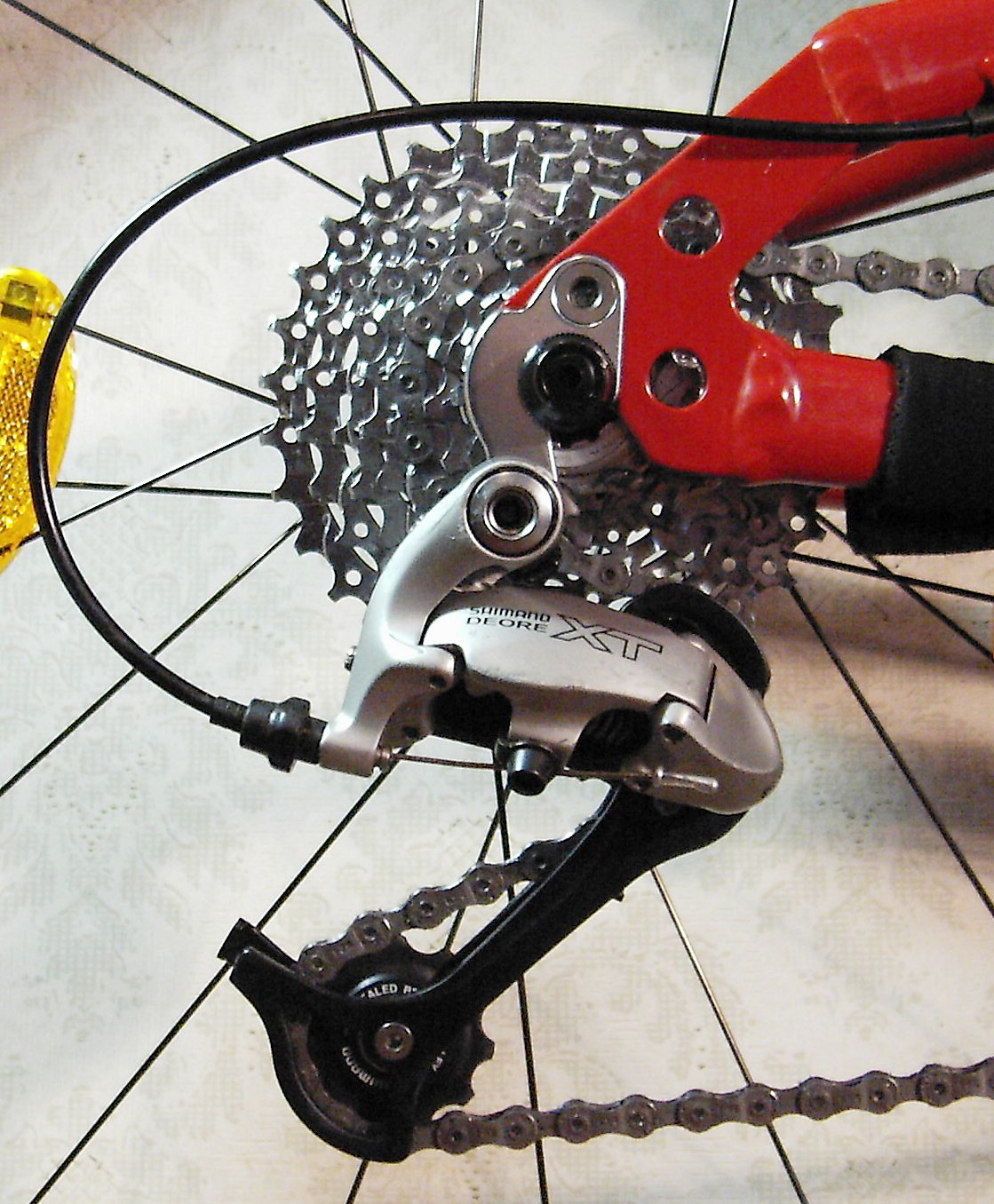
Fietsderailleur

De meest eenvoudige versnelling is te realiseren door middel van het gebruik van twee tandwielen met een verschillend aantal tanden. Bij de rotatie van één wiel zal het andere wiel een groter of kleiner aantal rotaties ondergaan.
Soms is zo'n tandwiel-tandwielkoppeling niet direct, maar gerealiseerd via een ketting die twee kettingwielen met elkaar verbindt. Dit is bijvoorbeeld het geval bij een fiets. 
Vaak wordt van meerdere combinaties van kettingwielen gebruikgemaakt om over meerdere kracht-armverhoudingen te beschikken. Bij auto's wordt doorgaans van een koppelingsmechanisme gebruikgemaakt, daar de aandrijfkracht van de motor tijdelijk los gemaakt moet worden om te kunnen herconfigureren (=schakelen).
Er bestaan overigens vele vormen en uitvoeringen van versnellingstechnieken en mechanieken om een versnelling te kiezen. Zo bestaat er bij de auto de variomatic, die door DAF ontwikkeld werd maar bij andere automerken nooit veel populariteit heeft genoten. Bij fietsen kan gedacht worden aan de naafversnelling waarbij de versnelling volledig gerealiseerd is binnen de naaf van het achterwiel van de fiets, waarbij vaak ook de remmen zijn geïntegreerd (vaak een trommelrem). Voorts kan gedacht worden aan een derailleur waarmee de fietsketting van het ene kettingwiel naar het andere kettingwiel kan worden gebracht.